# Ida von Schulzenheim
Ida Eléonora Davida von Schulzenheim, född 8 januari 1859, på Västlandaholm i Skedvi socken i Västmanland, död 24 april 1940 i Stockholm, var en svensk skriftställare, målare, etsare samt grundare och ordförande i Föreningen Svenska Konstnärinnor.

## Biografi
Ida von Schulzenheim var dotter till överkontrollören, godsägaren och riksdagsledamoten David Theodor von Schulzenheim och Ida Sofia Cederborgh.
Schulzenheim studerade vid Tekniska skolan i Stockholm 1877–1878 och var elev vid Konstakademien 1878–1884. Hon tilldelades 1891–1893 ett stipendieunderstöd från akademien som medförde att hon 1888-1893 kunde studera i Paris för Rodolphe Julian, Jules Joseph Lefebvre Jean-Joseph Benjamin-Constant och Marcel Dupré. Hon lärde sig etsa för Tryggve Hermelin 1891.
Tillsammans med Tryggve Hermelin ställde hon ut på Konstföreningen i Stockholm 1909 och hon medverkade i Konstakademiens utställningar från 1885, den nordiska utställningen i Paris 1889, Svenska konstnärernas förenings utställning i Stockholm 1909, Konstföreningen för södra Sveriges utställning i Lund 1911 samt ett stort antal av Föreningen Svenska Konstnärinnors utställningar i Sverige 1911–1927 och i USA 1931–1932. En minnesutställning med hennes konst visades på Nationalmuseum i Stockholm 1940.
Ida von Schulzenheim specialiserade sig på djurstudier och folk från hela Sverige lämnade ifrån sig sina rasrena hundar som inackorderades i hennes allmogevilla medan hon porträtterade dem i olika karakteristiska poser med ett arrangemang med sammetskuddar och sidenstolar.
Ida von Schulzenheim var en av Föreningen Svenska Konstnärinnor grundare. Föreningen bildades eftersom hon tröttnat på den manliga dominansen vid utställningar: bildandet av en ekonomisk sammanslutning skulle kunna stärka kvinnliga konstnärers ekonomi, och då det inte fanns män i föreningen skulle kvinnor kunna ställa ut utan fruktan för osynliggörande vid utställningar. Hennes målsättning vid bildandet av föreningen var att samla alla kvinnliga konstnärer, såväl de modernaste som de mest gammalmodiga, till en gemensam aktion mot mansdominansen. Mycket av idéerna hämtade hon från den franska förebilden Union des Femmes Peintres et Sculpteures och den tyska Kunstfreundinnen. Föreningen stiftades 1910 och Schulzenheim valdes till föreningens första ordförande och redan 1911 genomförde man den första offentliga utställningen på Konstakademien med 180 deltagare. Hon var även förespråkare för att kvinnor skulle ägna sig åt konstkritik och gav själv ut tidskriften Konst 1911–1917.
Till hennes intressen hörde även allmogekonsten och hennes villa som var byggd med en blandning av byggnadsstilar från Dalarna, Gästrikland och Hälsingland var fylld med hopsamlade hemslöjdsföremål från stora delar av Sverige. Hon var även från 1913 ordförande i Gästriklands hemslöjdsförening. Hennes konst består landskapsskildringar samt av små vänliga och ömsinta studier av djur och hon var på sin tid Europas intensivaste hundporträttör och tilldelades ett flertal priser i många samlingsutställningar, bland annat den kungliga medaljen vid konstakademiens utställning 1891, medaljer på världsutställningarna i världsutställningen i Paris 1889 och världsutställningen i Chicago 1893 samt några av salongerna i Paris på 1890-talet och hon ska vid två tillfällen ha målat av Sofia av Nassaus hundar.

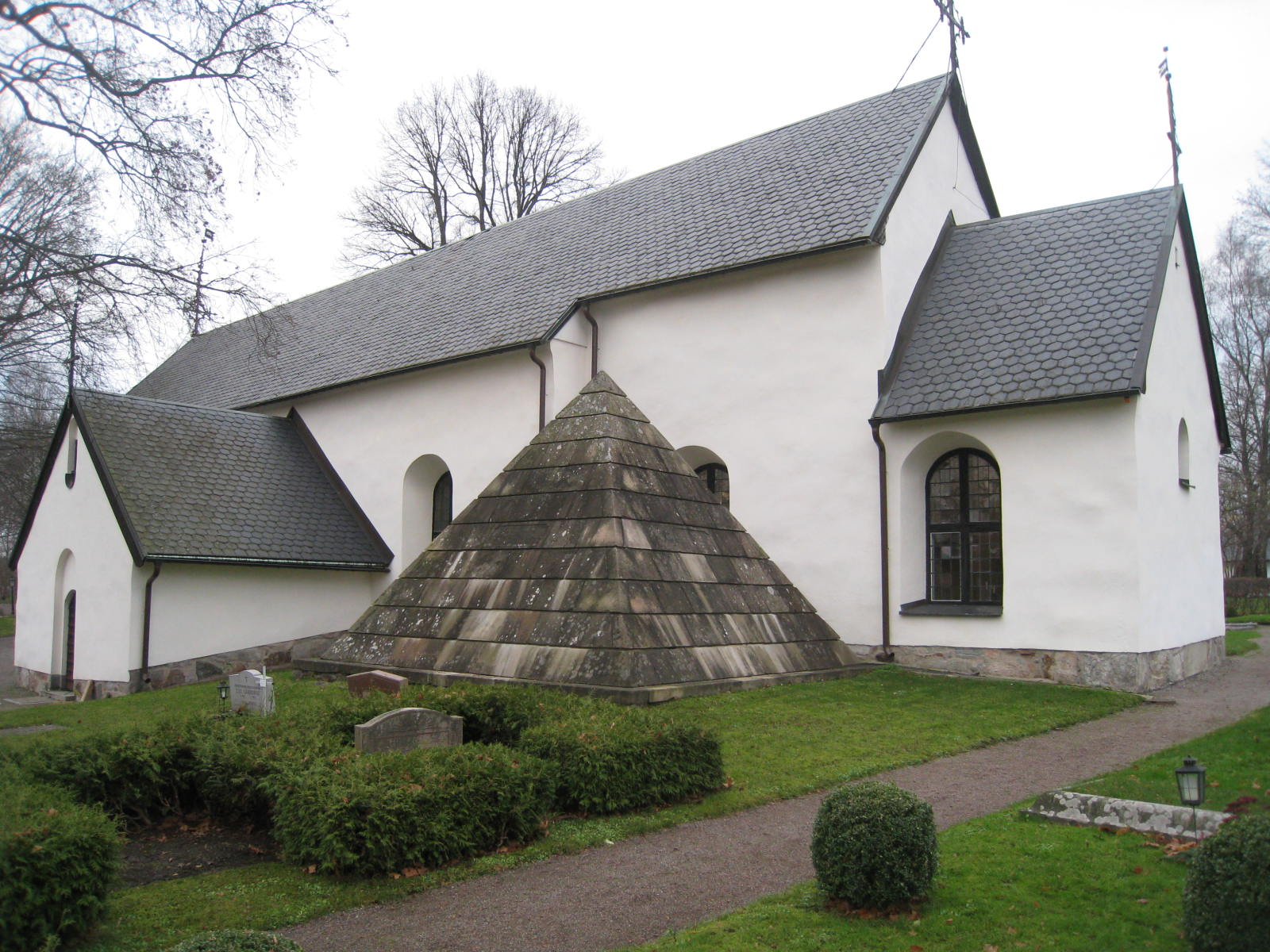
Gravvård Adlerbergska gravkoret vid Järfälla kyrka

Ida von Schulzenheim är representerad vid Nationalmuseum, Kungliga biblioteket i Stockholm, Gävle museum och Östergötlands museum. Hon tilldelades Litteris et Artibus 1927.

## Verk

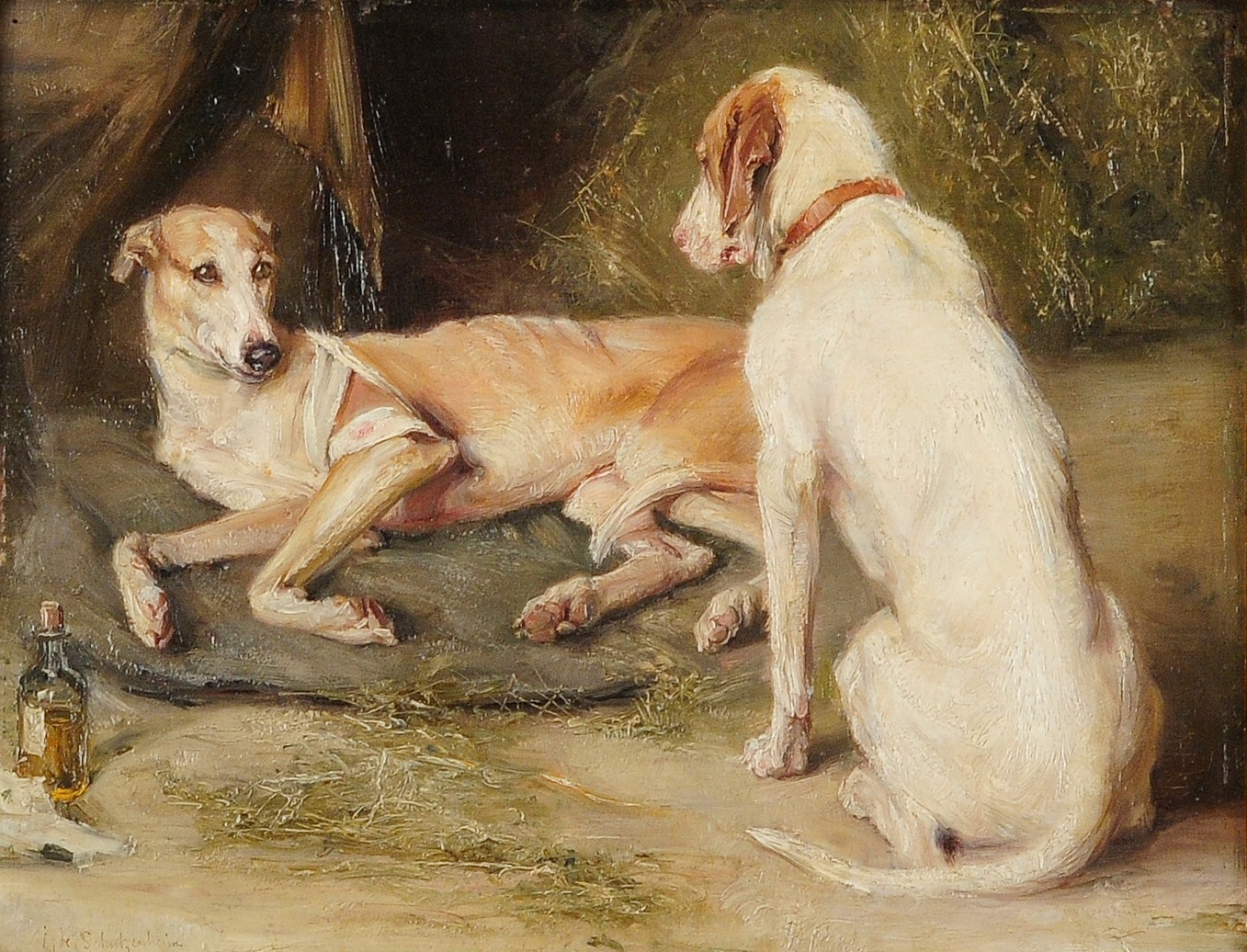
Hundar